# Gallet & Company
Gallet es una histórica marca de relojes suiza fundada en 1826, cuando Julien Gallet creó la empresa Gallet & Co. en La Chaux-de-Fonds, Suiza. Gallet, cuyo principal mercado de exportación eran los Estados Unidos, es conocida por su amplia gama de cronómetros y cronógrafos especializados, diseñados para la aviación, el automovilismo, la industria, los viajes de larga distancia y la exploración.

## Historia
|  |
|  |

Los orígenes de la familia Gallet se remontan a 1466, cuando Humbertus Gallet se convirtió en ciudadano de Ginebra. La historia familiar oral afirma que se dedicó a la relojería, ya que varios miembros posteriores de la familia Gallet, con sede en Ginebra, formaron parte del gremio de orfebres, con una historia familiar oral similar que documenta actividades relojeras durante su trabajo como orfebres. Sin embargo, no se ha conservado ninguno de los relojes o cronómetros fabricados por los antepasados de Gallet. Sus raíces y orígenes se remontan a la fundación de la relojería Gallet & Co. por Julien Gallet en 1826 en La Chaux-de-Fonds.
Los registros estadounidenses sugieren que la representación de Gallet en Estados Unidos comenzó ya en 1856. Uno de los hijos del fundador, Léon Gallet, pudo haber sido el impulsor de esta expansión. Consiguió una gran clientela en Estados Unidos, donde viajaba con frecuencia. Falleció durante uno de sus viajes a Estados Unidos.
El nieto de Julien Gallet, Jules Racine, desempeñó el siguiente papel crucial en la historia de Gallet. En 1890, junto con Charles Perret, fundó Jules Racine & Co. en Nueva York, que se convirtió en el único distribuidor e importador de relojes Gallet en Estados Unidos. Jules Racine dirigió la empresa durante 45 años, durante los cuales fue testigo de otro período importante en la historia de la marca. Este período comenzó en 1907, cuando Gallet adquirió la Société d'Horlogerie Electa. Los años siguientes estuvieron marcados por la innovación técnica, la obtención de nuevas patentes y el reconocimiento internacional gracias a premios en exposiciones y al éxito en concursos de cronometría.

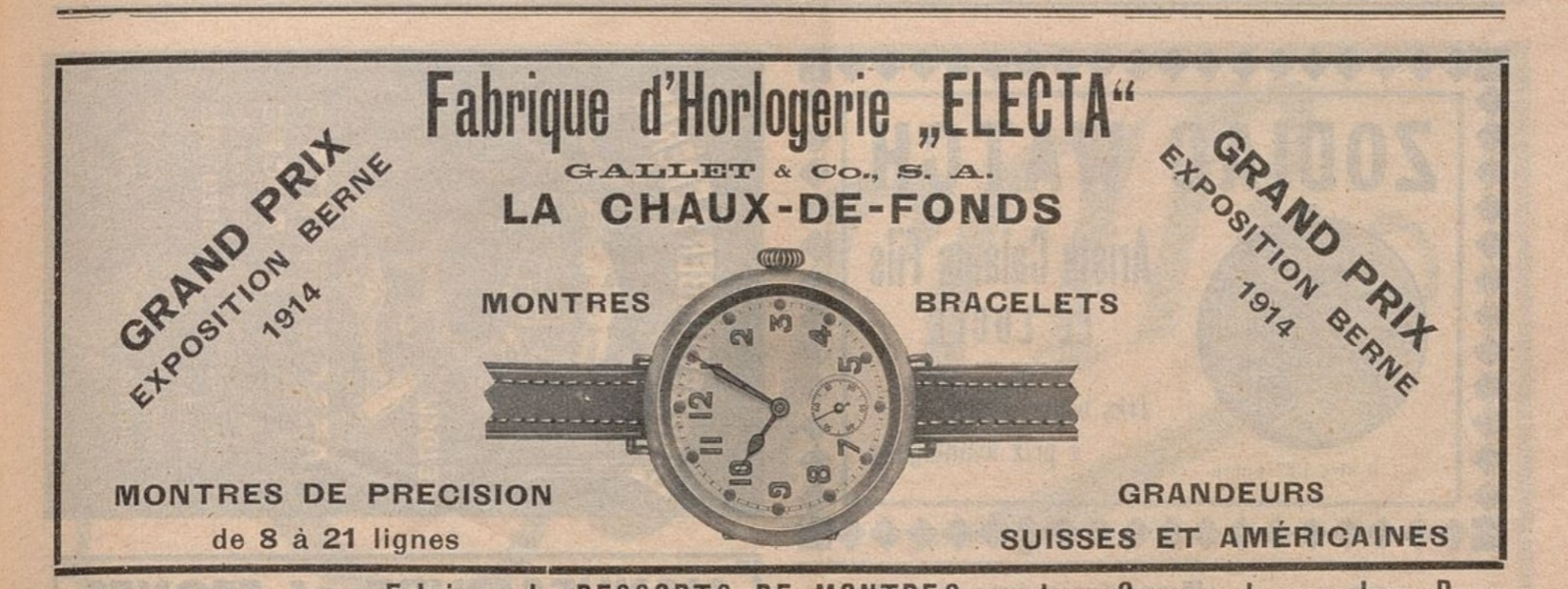
Anuncio de la compañía

Charles Perret falleció en 1916, y en 1920, George Wallace se convirtió en el nuevo socio de Gallet en los Estados Unidos. La turbulenta era posterior a la Primera Guerra Mundial provocó el fin de la fabricación de los relojes Electa a mediados de la década de 1920. En ese momento, Gallet se concentró en el suministro de cronómetros, también conocidos como temporizadores, con las marcas no solo Gallet, sino también Galco y Guinand. Un artículo de la década de 1930 de The Jewelers' Circular señalaba que Gallet "importa la mayor parte de los temporizadores utilizados en este país [EE. UU.]", lo que destaca la relevancia de las operaciones de Gallet en Estados Unidos. El enfoque de la compañía en los temporizadores en las décadas de 1920 y 1930 fue probablemente una sabia decisión comercial, ya que el margen de beneficio de un cronómetro a veces era "más alto que el de un reloj promedio, pero ciertamente nunca menos".
Tras la muerte de Jules Racine en 1934, George Wallace se convirtió en el único propietario de Gallet USA. Afortunadamente, esto no marcó el fin de Gallet, sino todo lo contrario. El auge de los automóviles y de la aviación favoreció aún más los relojes de pulsera, que comenzaron a sustituir a los de bolsillo. Los avances en resistencia a los golpes, impermeabilidad y otras características hicieron que los relojes de pulsera fueran más fiables y atractivos, y Gallet aprovechó estas oportunidades.
A finales de la década de 1930, la firma presentó algunos de sus modelos más emblemáticos, entre ellos el MultiChron Regulator y, posteriormente, el MultiChron impermeable con caja tipo concha, comercializado como "¡El primer instrumento de cronometraje de su tipo en Estados Unidos!". En 1939, la compañía presentó el Flying Officer, el primer reloj de pulsera cronógrafo del mundo con calculadora de múltiples husos horarios, considerado uno de los relojes más innovadores de la compañía. Un modelo muy temprano del Gallet Flying Officer fue presentado al senador Harry S. Truman, quien posteriormente se convertiría en presidente de los Estados Unidos. El Gallet Flying Officer, descrito por Eric Wind en la página de internet sobre relojería Hodinkee como "el reloj más famoso de la historia de Gallet", fue un obsequio al presidente Truman de Victor R. Messall -secretario del propio senador Harry S. Truman (1935-1941)-, y de Paul Nachtman, destacado abogado de Kansas City y amigo personal.
Durante las tres décadas siguientes, Gallet se convirtió en una marca reconocida en Estados Unidos. Su catálogo de relojes de las décadas de 1950 a 1970 tuvo menos relevancia que su gama de relojes cronógrafos. Muchos cronógrafos Gallet fueron producidos por el fabricante Excelsior Park, conocido por sus movimientos fiables y de alta calidad. Además, compañías como Venus, Valjoux, Landeron Hahn, A. Schild o incluso Martel, también suministraron movimientos de cronógrafo en cantidades menores.
Al igual que muchas otras marcas de relojes, Gallet también se vio afectada por el auge de los relojes de cuarzo. Breitling reconoció el potencial de la marca, y estaba planeando relanzar Gallet en 2026.

## Publicidad de la compañía

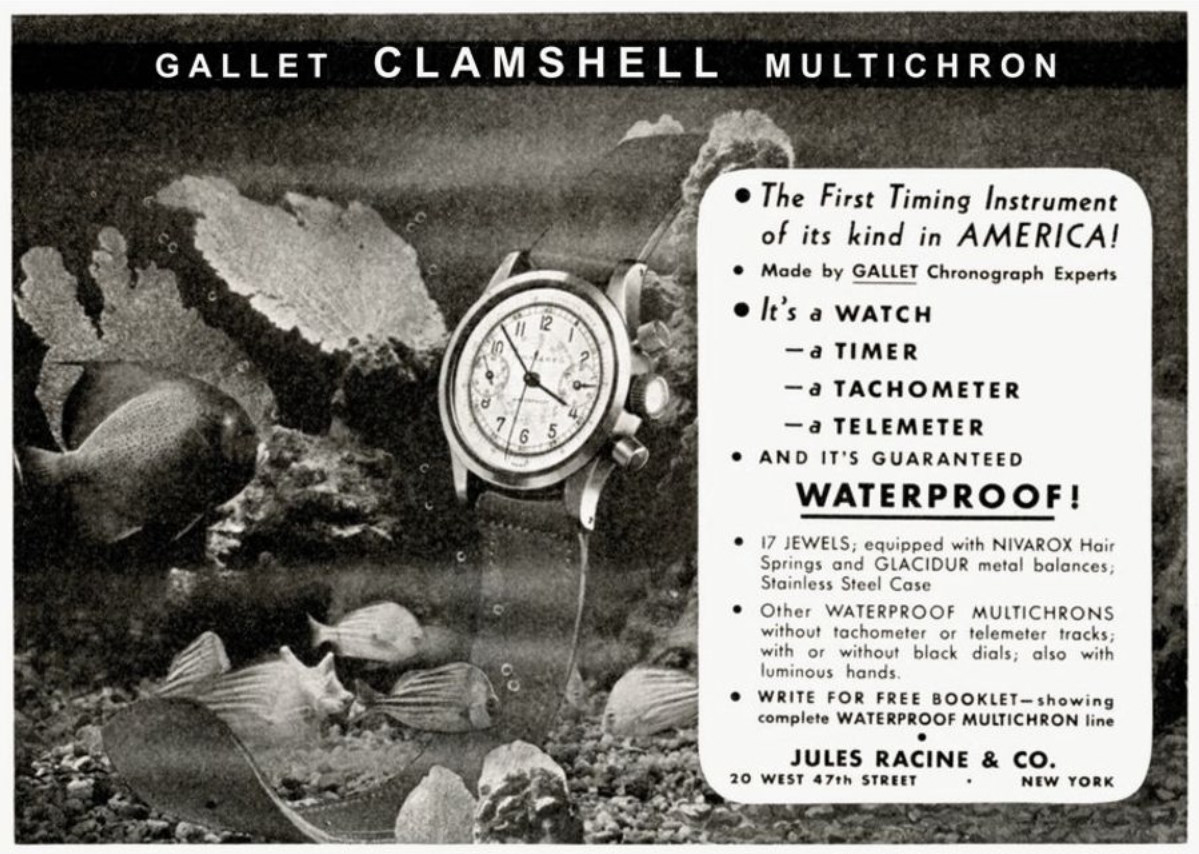
Anuncio del reloj Gallet Multichron

|  |  |  |

## Legado de Relojería Atemporal
Léon Gallet, hijo del fundador original de Gallet, Julien Gallet, falleció en 1899. Legó una gran suma, parte de la cual se destinó a la fundación del Museo Internacional de Relojería (MIH) en La Chaux-de-Fonds.

## Gallet & Excelsior Park
Debido a la pérdida o destrucción de los registros del archivo de Gallet anteriores a la década de 1980, no está claro qué relojes fueron diseñados y ensamblados exclusivamente por Gallet, cuáles fueron cocreados con otros fabricantes, o cuáles fueron entregados completamente ensamblados por fabricantes contratados.
La colaboración de Gallet con el fabricante de movimientos Jeanneret-Brehm & Cie se remonta a principios del siglo XX, pero a principios de la década de 1940 resultó transformadora para ambas firmas. Aunque Gallet recurrió a varios contratistas, Jeanneret-Brehm & Cie, que posteriormente se convirtió en Excelsior Park, fue, con diferencia, el más importante.

### The Sun
Gallet fabricó dos cronómetros de bolsillo para cronometrar los vuelos de los hermanos Wright del 17 de diciembre de 1903. Uno se exhibe en el Museo Nacional del Aire y el Espacio de Washington D. C., mientras que el otro forma parte de la colección patrimonial de Gallet.

### Modelo Flying Officer
Es el reloj más importante de la historia de Gallet. La presencia de los nombres de ciudades del mundo ordenados por zona horaria en el borde de la esfera lo convirtió en el primer cronógrafo de pulsera con hora mundial.

### Regulador MultiChron
El Regulador MultiChron de Gallet cuenta con un subregistro superior más pequeño para la lectura de la hora y el contador de minutos en la parte inferior. Fue diseñado para aplicaciones donde el registro de eventos tenía prioridad sobre la indicación de la hora.

### MultiChron Impermeable "Clamshell"
Primer cronógrafo impermeable de Gallet con una caja especial patentada de dos piezas que se mantiene unida gracias a cuatro tornillos en la base de cada asa. Ofreció una novedosa protección para la esfera y el movimiento contra la intrusión de agua, suciedad, polvo y productos químicos cáusticos.

### MultiChron Yachting "Big Eye"
Última generación de los cronógrafos Gallet MultiChron con un llamativo y colorido temporizador de cuenta regresiva para la salida en las regatas de embarcaciones a vela. Disponible con esfera negra o blanca.

### MultiChron Decimal
El Gallet MultiChron cuenta con una escala decimal para cálculos rápidos basados en unidades de 100. Permitió a trabajadores e ingenieros calcular tasas de productividad, como unidades producidas por hora, o convertir el tiempo transcurrido en un porcentaje de una hora. 